# 米德韋 (阿肯色州聖弗朗西斯縣)
米德韋（英語：Midway）是位於美國阿肯色州聖弗朗西斯縣的一個非建制地區。該地的面積和人口皆未知。

## 地理
米德韋的座標為35°07′46″N 90°34′39″W / 35.12944°N 90.57750°W，而該地的平均海拔高度為62米（即203英尺）。